# Submarine (film, 2010)
Pour les articles homonymes, voir Submarine.
Pour plus de détails, voir Fiche technique et Distribution.
Submarine est un film britannico-américain écrit et réalisé par Richard Ayoade d'après le roman homonyme de Joe Dunthorne. Présenté au Festival international du film de Toronto (TIFF) le 12 septembre 2010, il est sorti en salles le 18 mars 2011 au Royaume-Uni et le 20 juillet 2011 en France.

## Synopsis
Un adolescent de 15 ans se fixe deux objectifs : perdre sa virginité et faire en sorte que sa mère ne quitte pas son père.

## Distribution

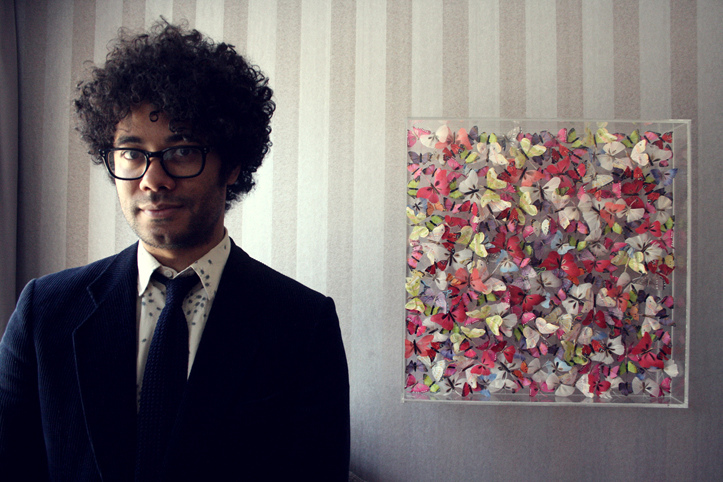
Richard Ayoade, le réalisateur

- Noah Taylor (V. F. : Philippe Bozo) : Lloyd Tate
- Paddy Considine (V. F. : Boris Rehlinger) : Graham Purvis
- Craig Roberts (V. F. : Donald Reignoux) : Oliver Tate
- Yasmin Paige (V. F. : Jessica Monceau) : Jordana Bevan
- Sally Hawkins (V. F. : Danièle Douet) : Jill Tate
- Darren Evans (V. F. : Gauthier Battoue) : Chips
- Osian Cai Dulais : Mark Pritchard
- Lily McCann : Zoe Preece
- Otis Lloyd :	Keiron
- Elinor Crawley : Abby Smuts
- Steffan Rhodri (V. F. : Patrick Béthune) : M. Davey
- Gemma Chan : Kim-Lin
- Melanie Walters : Judie Bevan

Source et légende : Version française (V. F.) selon le carton de doublage.

## Autour du film
Richard Ayoade cite Le Samouraï comme une inspiration majeure de ses films. Dans Submarine, le personnage d'Oliver Tate porte le même costume que celui de Delon dans Le Samouraï et affiche un poster du film dans sa chambre, par admiration pour le personnage qu'il incarne,. Certaines scènes du film sont directement inspirées du classique français.

## Musique
La musique de film est signée Alex Turner, chanteur du groupe britannique Arctic Monkeys. La bande annonce est rythmée par la voix de Jacques Brel (Quand on n'a que l'amour). Le titre est cependant absent du film.

## Récompense
- 2011 : Meilleur scénario au British Independent Film Awards